# Edward Sarul
Edward Sarul, född 16 november 1958, är en polsk före detta friidrottare (kulstötning).
Saruls främsta merit var vinsten i kula vid de första världsmästerskapen 1983 i Helsingfors då han noterade 21,39 och slog den östtyske giganten Ulf Timmermann.